# Cirolana namelessensis
Cirolana namelessensis là một loài chân đều trong họ Cirolanidae. Loài này được Brusca, Wetzer & France miêu tả khoa học năm 1995.